# Dynagroove

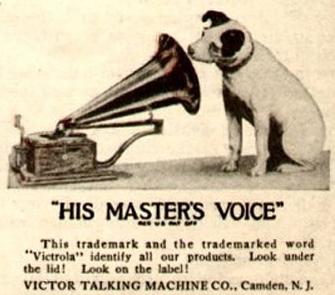
El sistema Dynagroove fue lanzado por RCA en 1963

Dynagroove es un proceso de grabación introducido en 1963 por RCA Victor, que utilizó por primera vez computadoras analógicas para modificar la señal de audio utilizada en la producción de discos maestros para prensar LPs. La intención era aumentar los graves en pasajes silenciosos y reducir las trazas del rastreo de alta frecuencia (distorsión) para las cápsulas fonocaptoras con agujas de punta esférica (de "bola") entonces en uso, menos compatibles con el nuevo formato LP. Con graves reforzados, las trazas de rastreo podrían reducirse en parte mediante niveles de grabación reducidos, a veces complementados con una compresión máxima. Este margen superior adicional permitió un énfasis previo selectivo de algunos pasajes para una mayor percepción (psicológica) brillante de la grabación en su conjunto. Como ocurre con cualquier compansión, el propio programa modificaba la respuesta de la electrónica del sistema Dynagroove que lo procesaba. Pero, debido a los múltiples cambios que se introducían (tanto en graves, agudos y rango dinámico; como en aspectos algorítmicos relativos a umbrales sonoros y curvas de ganancia), RCA se refirió con razón al dispositivo analógico como una computadora.

## Historia
RCA afirmó que el sistema Dynagroove tenía el efecto de agregar brillo y claridad, presencia realista, tono con cuerpo y prácticamente eliminó el ruido de la superficie y la distorsión de la parte del surco más cercana al centro. Además, las grabaciones de Dynagroove se masterizaron en cinta magnética. Hans H. Fantel (quien escribió notas sobre los primeros lanzamientos de Dynagroove) lo resumió así: "[Dynagroove] suma lo que es, en mi opinión, un grado notable de realismo musical. La técnica es ingeniosa y sofisticada, pero su validación es simple: ¡el oído lo confirma! "
El proceso no fue bien recibido por algunos comentaristas de la industria, y muchos ingenieros de audio de la época se referían a Dynagroove como "Grindagroove" ("grind" significa "moler" en inglés). El sistema también fue duramente criticado por Goddard Lieberson, del sello competidor Columbia Records, quien lo llamó "un paso lejos de la reproducción fiel de la interpretación del artista"; y por Harry Pearson, fundador de The Absolute Sound, quien lo calificó como "Dynagroove, por ese sonido de madera". Otro destacado detractor fue J. Gordon Holt, el fundador de la revista Stereophile, quien en diciembre de 1964 escribió un artículo muy desfavorable titulado "¡Abajo Dynagroove!" Holt, un destacado ingeniero de audio y escritor de las décadas de 1960 y 1970, criticó a Dynagroove por introducir "pre-distorsión" en el proceso de masterización, haciendo que los discos suenen peor si se reproducen en sistemas fonográficos de alta calidad.
Holt fue técnicamente correcto, ya que el proceso Dynagroove utilizó compensación de rastreo, que distorsionaba previamente el surco de grabación para cancelar la distorsión creada por la reproducción con una aguja fonográfica de forma cónica, que no podía rastrear el surco de grabación con la precisión necesaria en las frecuencias altas, especialmente en los surcos interiores de un LP. El proceso funcionaba bien cuando se usaba una aguja cónica, típica de la mayoría de las cápsulas fonográficas antes de 1964 aproximadamente. Sin embargo, si se reproduce un disco ecualizado con el sistema Dynagroove con una punta de aguja de forma elíptica, esta distorsión previa se vuelve audible. A medida que avanzaba la década de 1960, las cápsulas de alta calidad utilizaban cada vez más agujas de punta elíptica. Este desarrollo hizo que la compensación de rastreo quedara obsoleta alrededor de 1970, y RCA dejó de usar la técnica sin mayores explicaciones.
La otra técnica utilizada con el sistema Dynagroove era un ecualizador dinámico, que variaba la calidad tonal de la grabación de acuerdo con el volumen del sonido. Los pasajes ruidosos se reproducían con poco cambio tonal, pero en los pasajes más suaves se habían potenciado los graves y los agudos. Harry Olson, ingeniero jefe de RCA, abogó por el uso de la ecualización dinámica por dos razones: el proceso ayudaría a mantener pasajes musicales más suaves por encima del ruido de fondo del disco LP; y la música procesada a través del ecualizador dinámico, en teoría, tendería a tener un equilibrio tonal más cercano al que el oyente escucharía en una actuación en vivo. Esta última característica se basó en el trabajo de Olson, que comparaba la reproducción de música grabada por parte del consumidor con la interpretación musical en vivo, y descubrió que la mayoría de la gente escuchaba discos a niveles de sonido de unos 20 decibelios por debajo del nivel de las actuaciones en directo reales. La audición humana no es lineal con el cambio de nivel, pero tiende a percibir sonidos más suaves con menos contenido de graves. El ecualizador dinámico fue un intento de compensar la reducción de los graves que se percibiría al escuchar discos a los niveles usuales. Como se señaló anteriormente, la reacción crítica a esta técnica fue mixta. RCA dejó de usar la ecualización dinámica casi al mismo tiempo que terminó con el empleo de la compensación de rastreo en 1970.

## Discos comerciales y promocionales Dynagroove
Lista parcial
- Van Cliburn / Fritz Reiner / Orquesta Sinfónica de Chicago: Beethoven; Concierto para piano núm. 4 en sol mayor, op 58. RCA original de 1963, fabricado en Alemania poco después bajo LSC-2680-B (estéreo) y LM-2680-C (mono)
- ¡This is Dynagroove! (1963) PRS-140*

1. Sid Ramin - "Swanee"
2. Marty Gold - "I'll Remember April"
3. Dick Schory - "Toma el" A "Tren"
4. Hugo & Luigi Chorus - "Te amo"
5. Peter Nero - "Granada"
6. Arthur Fiedler/Boston Pops - "Star Dust"
7. Erich Leinsdorf/Boston Symphony - "Mahler: Sinfonía No. 1 (Finale)"
8. Arthur Fiedler/Boston Pops - "La Sorella"
9. Charles Münch/Boston Symphony Orchestra - "Debussy: Nocturnes, Fêtes"
10. Leontyne Price y Richard Tucker - "Puccini: Madama Butterfly Acto 1: Love Duet"
11. Morton Gould - "Sibelius: Findlandia (Finale)"

- The Sound Of Tomorrow (Buick Highlighter) (1963) SP-33-204/SPS-33-204*

1. Peter Nero - "Londonderry Air"
2. Marty Gold - "Shangri-La"
3. Hugo & Luigi Chorus - "I'll See You In My Dreams"
4. Dick Schory - "Stompin' At The Savoy"
5. Sid Ramin - "Spring Is Here"
6. Erich Leinsdorf/Boston Symphony - "Scherzo from Symphony No. 1 in D (Mahler)"
7. Arthur Fiedler/Boston Pops - "Jalousie"
8. Robert Shaw Chorale - "Battle Hymn of the Republic"
9. Charles Münch/Boston Symphony - "Pavan for a Dead Princess (Ravel)"
10. Leontyne Price - "Un Bel Di from Madama Butterfly (Puccini)"

- The New Sound of the Stars (1963) SP-33-223/SPS-33-223*

1. Sid Ramin - "The Syncopated Clock"
2. Perry Como - "The Songs I Love"
3. Chet Atkins - "Back Home Again In Indiana"
4. Hugo & Luigi Chorus - "Melody of Love"
5. Eddy Arnold - "The Streets of Laredo"
6. Floyd Cramer - "Green Door"
7. Marty Gold - "Don't Worry 'Bout Me"
8. Jim Reeves - "(There'll Be Blue Birds Over) The White Cliffs of Dover"
9. Peter Nero - "Are My Dreams Real?"
10. The Limeliters - "Drill Ye Tarriers"
11. Sam Cooke - "Nobody Knows The Trouble I've Seen"
12. Al Hirt - "Man With A Horn"

- Miklos Rosza/RCA Italiana Orchestra - Rozsa conducts Rozsa (1965) LSC-2802
- Dimensions In Dynagroove (1965) PRS-180*

1. Sid Ramin - "I'm Looking Over A Four Leaf Clover"
2. Melachrino Strings & Orchestra - "In The Blue Of Evening"
3. Si Zentner - "Twist and Shout"
4. Marty Gold - "Theme from 'A Summer Place'"
5. Frankie Carle - "Dominique"
6. Hugo Montenegro - "Candy's Theme"
7. Norman Luboff Choir - "Never on Sunday"
8. Morton Gould - "The Peanut Vendor"
9. Robert Brereton/Paramount Theatre Organ - "Gayne (Khachaturian): Sabre Dance"
10. Arthur Fielder/Boston Pops - "Grand Canyon Suite (Grofé): Cloudburst"
11. Arthur Fielder/Boston Pops - "Tenderly"
12. Erich Leinsdorf/Boston Symphony - "Firebird Suite (Stravinsky): Finale"

- Sounds Fantastic! (1966) PRS-210*

1. Sid Ramin - "Strike Up The Band"
2. Si Zentner - "Fly Me To The Moon (In Other Words)"
3. Marty Gold - "Smile"
4. Claus Ogerman - "Watusi Trumpets"
5. Chet Atkins - "Armen's Theme"
6. Dick Schory - "From Russia With Love"
7. Johnny Douglas/Living Strings - "Love Your Spell Is Everywhere"
8. Al Hirt - "I Had The Craziest Dream"
9. Frankie Randall - "A Wonderful Day Like Today"
10. Living Guitars - "Steel Guitar Rag"
11. The Three Suns - "Love Letters In The Sand"
12. Esquivel - "Bye Bye Blues"

- Questo è il Dynagroove ! (1966) DDD 33* Italia

1. Charles Münch (conductor) - From Tchaikovsky's Sixth Symphony (Pathétique)
2. Alfredo Kraus - La donna è mobile from Verdi's Rigoletto
3. Arthur Rubinstein - Chopin's Polonaise No. 6
4. Erich Leinsdorf - Rakoczy March from Berlioz's La Damnation de Faust
5. Marty Gold - I'll remember April
6. Ennio Morricone - Quando quando quando
7. Ferruccio Tagliavini - Leoncavallo's Mattinata
8. The SAT Choir - Preghiera a Sant'Antonio
9. Miranda Martino - Non dimenticar le mie parole
10. Morton Gould and his symphonic orchestra - Espana cani

* Primeros discos comerciales estéreo